# Dammarie-en-Puisaye
Dammarie-en-Puisaye är en kommun i departementet Loiret i regionen Centre-Val de Loire strax norr Frankrikes mitt. Kommunen ligger i kantonen Briare som tillhör arrondissementet Montargis. År 2022 hade Dammarie-en-Puisaye 173 invånare.

## Befolkningsutveckling
Antalet invånare i kommunen Dammarie-en-Puisaye
| Referens: INSEE |